# Dvorac Zichy-Terbocz
Dvorac Zichy-Terbócz nalazi se na periferiji sela Železna Gora, općina Štrigova, u sjeverozapadnom dijelu Međimurske županije. 
Potječe iz 19. stoljeća, a izgrađen je kao plemićka kurija obitelji Zichy i Terbocz koje su imale velike posjede u tom dijelu Međimurja. Posljednja vlasnica dvorca bila je Ilona Terbócz, koja je umrla u pedesetim godinama dvadesetog stoljeća (1957.) i pokopana na groblju u Štrigovi.
Dvorac je dvokatna građevina, građena u ključ, i ima dva niza prozora s vanjske i unutrašnje (dvorišne) strane. U relativno je lošem, zapuštenom stanju. Pokraj njega su sadašnji vlasnici, obitelj Jakopić, izgradili veliki ugostiteljski objekt.
Područje oko dvorca je vrlo slikovito, blago bregovito, puno zelenih šumaraka, polja, voćnjaka i vinograda, te je pogodno za izletnički turizam.

## Vanjske poveznice
- Kurija Zichy-Terbócz u stručnom radu HAZU Varaždin: Međimurje – narod, običaji, arhitektura
- Dvorac s dvorišne strane  Arhivirana inačica izvorne stranice od 17. veljače 2021. (Wayback Machine)
- Popis zaštićenih spomenika kulturne baštine Međimurske županije  Arhivirana inačica izvorne stranice od 10. listopada 2007. (Wayback Machine)
- (mađ.) Posjedi obitelji Terbócz u Međimurju  Arhivirana inačica izvorne stranice od 7. studenoga 2007. (Wayback Machine)